# Zemfira Meftəhəddinova
Zemfira Meftəhəddinova (ur. 28 maja 1963) – azerska strzelczyni sportowa, dwukrotna medalistka olimpijska.
Specjalizuje się w konkurencji skeet. Brała udział w trzech igrzyskach (IO 2000, IO 2004, IO 2008), na dwóch zdobywała medale. W 2000 triumfowała, cztery lata później była trzecia. Była medalistką mistrzostw świata, indywidualnie zwyciężyła w 1995 i 2001.